# Guttorm de Norvège
Guttorm Sigurdsson, né en 1199 ou 1200 et mort le 11 août 1204, fut brièvement roi de Norvège en 1204.

## Biographie
Guttorm né en 1199 ou 1200, était le fils de Sigurd Lavard, lui-même fils aîné de Sverre Sigurdsson.
À la mort de son oncle Håkon au mois de janvier 1204, il est choisi comme roi à l'âge de 4 ans. Håkon Galin, fils de Cécilia, sœur du roi Sverre Sigurdsson et de Folkvid le Lögsögumad, est nommé régent durant la minorité. Les Bagler considèrent que le moment est propice pour retrouver leur puissance perdue. 
L’évêque Nicolas Arnesson tente de les persuader de mettre son neveu Philippe Simonsson sur le trône, mais il n’était qu’un simple noble et le choix se porte sur Erling Steinvegg, qui prétendait être un fils illégitime de Magnus V Erlingson. Philippe est cependant élevé au rang de Jarl. Ce faisant, les Bagler avaient répudié la constitution de 1164 qui excluait les enfants illégitimes du trône.
Le roi Valdemar II de Danemark Sejr (1202-1241), qui avait succédé à son frère Knut VI de Danemark, promet d’aider Erling à condition qu’il le reconnaisse comme suzerain. En 1204, il vient à Tønsberg avec une flotte de 360 bateaux. Erling, Philippe Simonson et les autres chefs Bagler l’acceptent comme suzerain, poursuivant leur politique « antipatriotique » des années précédentes. Valdemar leur laisse 35 navires de combat et retourne au Danemark. Cette attitude risquait sérieusement d'amoindrir l’indépendance nationale de la Norvège, mais les guerres de Valdemar contre les Wendes et ses campagnes en Allemagne du Nord absorbent si complètement son attention qu’il ne fait rien pour maintenir sa suprématie sur la Norvège. Le jeune Guttorm meurt dès le 11 août 1204.